# Dibrachionostylus kaessneri
Dibrachionostylus kaessneri là một loài thực vật có hoa trong họ Thiến thảo. Loài này được (S.Moore) Bremek. mô tả khoa học đầu tiên năm 1952.